# Sheila Conover
Sheila Conover (Brentwood, 11 de mayo de 1963) es una deportista estadounidense que compitió en piragüismo en la modalidad de aguas tranquilas. Ganó dos medallas de oro en los Juegos Panamericanos de 1987.

## Palmarés internacional
| Juegos Panamericanos | Juegos Panamericanos          | Juegos Panamericanos | Juegos Panamericanos |
| Año                  | Lugar                         | Medalla              | Competición          |
| -------------------- | ----------------------------- | -------------------- | -------------------- |
| 1987                 | Indianápolis (Estados Unidos) | Medalla de oro       | K2 500 m             |
| 1987                 | Indianápolis (Estados Unidos) | Medalla de oro       | K4 500 m             |